# Roman Buess
Roman Buess (Basilea, 21 settembre 1992) è un calciatore svizzero, attaccante del Winterthur.

## Caratteristiche tecniche
Attaccante, può giocare come ala sia sulla fascia destra sia su quella sinistra.

## Palmarès

### Club

#### Competizioni nazionali
- Campionato svizzero: 1

Basilea: 2011-2012
- Coppa Svizzera: 1

Basilea: 2011-2012
- Challenge League: 1

Aarau: 2012-2013

### Nazionale
- Campionato mondiale di calcio Under-17: 1

Nigeria 2009